# Salpasalo
Salpasalo är en ö i Finland. Den ligger i sjön Ilmoilanselkä och i kommunen Tavastehus i den ekonomiska regionen  Tavastehus ekonomiska region  och landskapet Egentliga Tavastland, i den södra delen av landet, 120 km norr om huvudstaden Helsingfors. Öns area är 18,5 hektar och dess största längd är 0,8 kilometer i sydöst-nordvästlig riktning.